# Crimson Jazz Trio
Crimson Jazz Trio fue una banda de jazz formada por Ian Wallace en la batería, Tim Landers en el bajo y el pianista Jody Nardone en 2005. El trío se dedicó a reinterpretar música de la banda de rock progresivo King Crimson, de la que Wallace formó parte entre 1971 y 1972. La banda se desintegró tras la muerte de Wallace en 2007.

## Historia

### Antecedentes
Wallace formó parte de King Crimson junto a Robert Fripp, Peter Sinfield, Boz Burrell, Mel Collins y Keith Tippett durante la grabación de Islands, lanzado en 1971, y más tarde durante la gira Earthbound, tras la cual se tenía prevista la disolución definitiva de la banda. Sin embargo, Fripp continuó con otros músicos, mientras que Wallace con los demás abandonaron la formación. Al igual que varios miembros de la banda, Wallace continuó vinculado a King Crimson de alguna manera: en 2003 formaría parte de la 21st Century Schizoid Band (banda que también se dedicaría a reinterpretar música del Rey Carmesí) junto con anteriores exmiembros.

### Volume One,Volume Twoy disolución
En 2004, tras la disolución de la 21st Century Schizoid Band, Wallace contacta al bajista Tim Landers y al pianista Jody Nardone para un proyecto tributo a King Crimson, interpretando piezas de la banda en un estilo de jazz fusión. En 2005 lanzan su primer álbum, King Crimson Songbook, Volume One, mediante la discográfica Voiceprint Records. Junto al lanzamiento del álbum, la banda da algunos conciertos en los Estados Unidos.
En 2007 el trío alcanza a grabar King Crimson Songbook, Volume Two. El álbum contó con la colaboración de Mel Collins y Jakko Jakszyk (compañeros de Wallace en la 21st Century Schizoid Band), pero la banda se ve forzada a separarse tras el fallecimiento de Wallace el 22 de febrero del mismo año. Finalmente Collins, Jakszyk y los miembros sobrevivientes lanzan el álbum el 7 de abril de 2009 con Inner Knot Records.

## Miembros
- Ian Wallace (batería) (2005-2007)
- Tim Landers (bajo) (2005-2007)
- Jody Nardone (piano) (2005-2007)

## Discografía
- King Crimson Songbook, Volume One (2005)
- King Crimson Songbook, Volume Two (2009)[2]